# Коморера, Хуан
Хуа́н Коморе́ра-и-Соле́р (кат. Joan Comorera i Soler; 5 сентября 1894 года, Сервера, Испания — 7 мая 1958 года, Бургос, Испания) — каталонский политический деятель, генеральный секретарь Объединённой социалистической партии Каталонии, министр в правительстве Каталонии.

## Биография
Хуан Коморера родился 5 сентября 1894 года в небольшом городе Сервера в семье рабочих. С юных лет он придерживался антиклерикальных взглядов, ранняя смерть отца и гибель старшего брата Хосепа на баррикадах Сабаделя во время Трагической недели повлияли на Хуана, усилили его стремление к политическим переменам в Испании. Получив образование в Льейде, он в возрасте 17 лет переехал в Мадрид, где устроился корреспондентом в газету La Publicidad. С 1913 по 1914 выпускал республиканское антиклерикальное издание La Escuela.
Летом 1914 года Хуан переехал в Барселону, где в мае 1915 года участвовал в создании Республиканского автономистского блока (Bloc Republicà Autonomista). Продолжал работать журналистом, сотрудничая в La Lucha и редактируя El Pueblo. 18 ноября 1916 года он женился на Розе Сантакане. Хуан Коморера принимал активное участие во Всеобщей забастовке 1917 года, и 13 ноября был арестован за публикацию оскорбительной по мнению властей статьи. Но после нескольких месяцев, проведённых в тюрьме, вышел на свободу и перебрался в Париж, откуда в августе 1918 года вернулся обратно в Барселону.
После отказа правительства предоставить Каталонии автономию Хуан Коморера, опасаясь репрессий, 2 июля 1919 года вместе с женой отправился в Аргентину. Прибыв в Буэнос-Айрес, Коморера вступил в Социалистическую партию Аргентины и стал редактором официального печатного органа партии — газеты La Vanguardia, c 1923 по 1930 год руководил еженедельником Nación Catalana. В 1926 году у него родилась дочь — Нурия. Был натурализован, однако после государственного переворота генерала Урибуру в ноябре 1930 года Коморера вынужден был покинуть Аргентину и перебраться в Монтевидео (Уругвай).
В начале лета 1931 года после провозглашения Республики в Испании, вернулся в Каталонию, где стал играть важную роль в основанной им в 1923 году партии Социалистический союз Каталонии (ССК) и возглавил социалистический еженедельник Justicia Social (в 1931—1936 годах). В апреле 1932 года Хуан Коморера был избран Генеральным секретарем ССК. В течение 1933 года его популярность продолжает расти, он — глава социалистического меньшинства в Парламенте Каталонии, а с 3 января 1934 года — министр экономики и сельского хозяйства в первом правительстве Луиса Компаниса. После октябрьского восстания 1934 года Хуан Коморера вместе с остальными членами правительства Каталонии был арестован и помещен на корабль «Уругвай», превращенный в плавучую тюрьму. В январе 1935 года на суде в Мадриде Хуан Коморера был приговорен к пожизненному сроку.
Но после победы Народного фронта на выборах 16 февраля 1936 года и объявленной политической амнистии Хуан Коморера вышел из тюрьмы и вернулся в кресло министра. Однако, уже в мае он подал в отставку, с целью содействия объединению социалистов и коммунистов. Для этого им ещё в апреле 1936 года был основан Союз социалистической молодежи Каталонии, а 23 июля 1936 года Социалистический союз Каталонии, Каталонская пролетарская партия (присоединившаяся к ССК ещё в апреле 1936 года), Испанская социалистическая рабочая партия и Партия коммунистов Каталонии (присоединившаяся к объединительному оркомитету последней в январе 1936 года) объединились в Объединённую социалистическую партию Каталонии (ОСПК). Её генеральным секретарем стал Хуан Коморера. Переговоры об объединении велись ещё в 1935 году, когда в них участвовали также Рабоче-крестьянский блок и «Коммунистическая левая Испании», создавшие Рабочую партию марксистского единства (ПОУМ); растущее влияние последней побудило враждебную ей компартию вступить в объединительный процесс.
Во время Гражданской войны в Испании Коморера занимал различные посты в правительстве Каталонии, возглавлял министерства труда и юстиции. С конца января по 23 марта 1938 года находился в Москве, где в это время проходил Третий Московский процесс. 26 января 1939 года после того как войска Франко вошли в Барселону, Хуан Коморера покидает столицу Каталонии. В мае 1939 года он снова побывал в Москве, откуда в ноябре через Стокгольм и Осло намеревался попасть во Францию, но из-за начала Второй мировой войны был вынужден вернуться обратно в Москву. В начале августа 1940 года он — в Мехико, где пробыл почти всю войну. В октябре 1945 года Коморера через Кубу вернулся в Европу — сначала в Тулузу, а затем в Париж.
В эмиграции возглавлял ОСПК, продолжавшую вооружённое сопротивление франкистскому режиму до 1947 года, и противостоял попыткам Коммунистической партии Испании поглотить ОСПК; он был временно введён в политбюро КПИ, однако и впредь не соглашался с линией Сантьяго Каррильо и Долорес Ибаррури. В 1949 году Хуан Коморера был смещен с поста Генерального секретаря ОСПК. Хотя в расколе Сталина-Тито он оставался твёрдым сторонником первого, он был объявлен титоистом, «предателем партии, рабочего класса и народа» со стороны компартии, Коминформа и собственной дочери Нури Комореры Сантаны.
29 января 1951 года вместе с женой нелегально вернулся в Каталонию, где на протяжении трёх лет жил в своем доме до ареста 9 июня 1954 года. 23 августа 1957 года Хуан Коморера был приговорен к тридцати годам тюремного заключения. Несмотря на тяжелую болезнь был перемещен из Военного госпиталя Барселоны в тюрьму Бургоса, где спустя несколько месяцев, 7 мая 1958 года, скончался.
В 1985 году останки Хуана Комореры были перезахоронены в Барселоне, а в 1986 году он был реабилитирован компартией.

## Память
Осенью 1997 года в Сервере и Барселоне прошла выставка, посвященная Хуану Коморере.